# Microserica soppongensis
Microserica soppongensis är en skalbaggsart som beskrevs av Ahrens 2005. Microserica soppongensis ingår i släktet Microserica och familjen Melolonthidae. Inga underarter finns listade i Catalogue of Life.